# Cap de Baqueira
Cap de Baqueira är en bergstopp i Spanien.   Den ligger i provinsen Província de Lleida och regionen Katalonien, i den nordöstra delen av landet, 500 km nordost om huvudstaden Madrid. Toppen på Cap de Baqueira är 2 500 meter över havet, eller 123 meter över den omgivande terrängen. Bredden vid basen är 0,86 km. Cap de Baqueira ingår i Pyrenéerna.
Terrängen runt Cap de Baqueira är bergig söderut, men norrut är den kuperad.  Trakten runt Cap de Baqueira är nära nog obefolkad, med mindre än två invånare per kvadratkilometer. Närmaste större samhälle är Vielha, 14,6 km väster om Cap de Baqueira. Trakten runt Cap de Baqueira består i huvudsak av gräsmarker.